# دافيد مورياس
دافيد مورياس (بالإسبانية: David Morillas Jiménez) (28 سبتمبر 1986 بأغيلاس في إسبانيا - ) هو لاعب كرة قدم إسباني في مركز الدفاع. لعب مع نادي كونكينسي ونادي لورقة ونادي هويسكا وCD Roquetas ‏ وArroyo CP ‏ وÁguilas CF ‏ وCA Pulpileño ‏ وPolideportivo Ejido B ‏.

## وصلات خارجية
- دافيد مورياس على موقع قاعدة بيانات كرة القدم.إي يو (الإنجليزية)
- دافيد مورياس على موقع Soccerway.com (الإنجليزية)
- دافيد مورياس على موقع AS.com (الإسبانية)